# Alma (Canada)
Alma is een stad (ville) in de Canadese provincie Québec en telt 30.904 inwoners (2011).